# 埃德蒙·比彻·威尔逊
埃德蒙·比彻·威尔逊（Edmund Beecher Wilson，1856年10月19日—1939年3月3日）是一位美國動物學家、遺傳學家。他寫就的《細胞》（The Cell）一書是現代生物學上里程碑式的教科書之一 。他與内蒂·史蒂文斯為最早發現染色體與具體性狀之間關係的科學家。
他在1902年當選美国文理科学院院士，1907年發現了B染色体（后被命名为“超数染色体”），同年當選荷蘭皇家文理學院外籍院士。

## 外部連接
- Edmund Beecher Wilson的作品  - 古騰堡計劃
- 互联网档案馆中埃德蒙·比彻·威尔逊的作品或与之相关的作品